# Heidemarie Härtl
Heidemarie Härtl (* 22. Dezember 1943 in Oelsnitz/Vogtl.; † 23. November 1993 in Leipzig) war eine deutsche Dichterin.
Sie studierte am Literaturinstitut „Johannes R. Becher“ in Leipzig, wurde aber 1970 wegen Dissidenz exmatrikuliert. Anlass hierfür war ihre Teilnahme an der Stauseelesung von Leipzig. Härtl schrieb Gedichte, die aber nicht in der DDR veröffentlicht werden konnten.
Heidemarie Härtl war mit Gert Neumann, ebenfalls Dichter, verheiratet. Aus der Ehe ging der Sohn Holden Härtl hervor, der heute die Professur für Anglistische Sprachwissenschaft an der Universität Kassel innehat.
Eine spätere Beziehung mit Ibrahim Böhme, inoffizieller Mitarbeiter der DDR-Staatssicherheit, scheiterte. Härtl und Neumann standen beide unter umfassender Überwachung durch die Staatssicherheit. In deren Folge zerbrach die Ehe mit Gert Neumann, Härtl begab sich in psychiatrische Behandlung und starb 1993 an Krebs.
Das Grab von Heidemarie Härtl befindet sich auf dem Friedhof Leipzig–Leutzsch.

## Veröffentlichungen
- Ach, ich zog den blauen Anzug an. Buchverlag Der Morgen, Berlin 1977.
- (mit Iris Brankatschk) 1798. Revolution im Raster. Künstlerbuch. Hochschule für Grafik und Buchkunst, 1989.
- Puppe im Sommer. Erzählung. Büchergilde Gutenberg, Frankfurt am Main 2006 (postum), ISBN 978-3-936428-52-0.
- Ich bin die Frau. Gedicht. (Sonderheft 75 Wolfgang Hilbig). Märkischer Verlag, Wilhelmshorst 2016 (postum).